# Obama győzelme
Az Obama győzelme (Obama Wins!) a South Park című amerikai animációs sorozat 237. része (a 16. évad 14. epizódja). Elsőként 2012. november 7-én sugározták az Egyesült Államokban. Magyarországon 2013. március 5-én mutatta be a magyar Comedy Central.
Az epizód cselekménye szerint Cartman birtokában vannak olyan dokumentumok, amelyekkel megváltoztathatja a 2012-es amerikai elnökválasztás eredményét. Emellett szerepelnek benne utalások a Lucasfilm Disney általi felvásárlására és Morgan Freeman narrátori munkájára.

## Cselekmény
|  | Alább a cselekmény részletei következnek! |

A 2012-es amerikai elnökválasztás során Cartman keresztül-kasul beutazza az országot, és mindenütt ugyanazt csinálja: azt hazudja, hogy gyámoltalan kisgyerek, aki elvesztette a szavazóhelyiségben az anyukáját, csak hogy elterelje az idős szavazóbizottsági tagok figyelmét. Ezt követően megszerzi a csatatér-államok (Colorado, Észak-Karolina, Florida, Ohio, Nevada) szavazócéduláit és hazaviszi magával azokat. Másnap újraválasztják Barack Obamát elnöknek. Cartman áthívja magához Kyle-t, hogy megmutassa neki a szavazólapokat. A dühös Kyle feljelenti őt a rendőrségen, de mire azok kiérnek, a dokumentumokat Cartman már elrejtette egy olyan helyre, ahová senki nem jár: Stevenson Hummer-kereskedésébe. Mint kiderül, minderre Cartmant Pun Li Csao kínai tábornok bérelte fel, akinek az Obamával való megállapodása miatt létfontosságú, hogy újraválasszák az elnököt. Mikor Obama egyik tanácsadója aggódni kezd amiatt, hogy Csao tábornok a sajtóhoz fordul és mindent kitereget, Obama közli, hogy nem kell aggódni, mert "köztudott, hogy Csao tábornok csirke" (szójáték a General Tso Chicken nevű kínai fogásra rímelve, amivel többször viccelnek még az epizód során).
Kyle elmondja a többieknek, hogy mit látott, de ők nem értik, hanem helyette azt mondják, hogy ha Morgan Freeman magyarázná el nekik, akkor biztosan jobban értenék. Butters tud mindenről, de nem hajlandó beszélni, hanem inkább megeszik egy mandulás M&M's-t, amire allergiás. A kórházban, nagy nehezen tudják meg, hogy hova kell menniük. Ezalatt Csao, Cartman és Obama a Red Lobster étteremben találkoznak, majd nem sokkal később a többiek is megérkeznek, hogy számonkérjék Cartmant. Hirtelen megjelenik Morgan Freeman is, aki narrátorként magyarázza el nekik, hogy mi történt: George Lucas eladta a Disneynek a Star Wars franchise jogait, amire a kínaiak is igényt tartanak. Obama megígérte az újraválasztása esetére, hogy elintézi ezt nekik, ezért a kínaiak felbérelték Cartmant, hogy lopja össze a szavazólapokat. csakhogy Cartman most már nem hajlandó azok rejtekhelyét felfedni, amíg nem teljesülnek a további követelései. Stan megkérdezi Morgan Freemantől, hogy miért van mindig ott, ahol el kell magyarázni valamit, mire Morgan Freeman azt mondja, hogy minden ilyen alkalommal nyer egy szeplőt. Cartman azt követeli, hogy az új Star Wars-folytatásokban ő játszhassa Luke Skywalker fiát. Miután a kínaiak megtagadják ezt tőle, elhagyja az éttermet.
A fiúk feltúrják a Cartman-házat a szavazólapokért, de semmit nem találnak. Váratlanul South Parkba érkezik Miki egér, méghozzá Boba Fett hajóján, aki dühöng, mert ő is hallott az egyezségről. Elraboltatja Cartmant és a szavazólapokat követeli tőle – neki azért kellenek, mert ha Mitt Romneyt választanák meg, ő keményebben bánna a kínaiakkal. Miki egér felajánlja neki, hogy teljesíti a kérését: lehet ő az új filmekben Luke Skywalker fia, kap egy lézerpisztolyt, egy tauntaunt, és lehet a filmekben egy Zsibakka nevű új szereplő is. Ezalatt Kyle-ék rájönnek, hogy hol vannak a szavazólapok, és rögtön a Hummer-szalonba mennek. Megjelennek a kínaiak is, majd Cartman és a rendőrök, végül Morgan Freeman. Elmagyarázza, hogy a kínaiaknak azért kell a Star Wars, hogy megőrizzék annak makulátlan örökségét. Elmondja, hogy most az a kérdés, hogy az legyen az elnök, akire a legtöbben szavaztak, vagy azé legyen a Star Wars, akik leginkább megvédik. A rendőrök úgy döntenek, hogy elhallgatják a szavazólapok megtalálását, ezután felgyújtják azokat. A lángoló papírok füstjében Obama arcképe jelenik meg.

## Fordítás
Ez a szócikk részben vagy egészben  az   Obama Wins! című angol Wikipédia-szócikk ezen változatának fordításán alapul.  Az eredeti cikk szerkesztőit annak laptörténete sorolja fel. Ez a jelzés csupán a megfogalmazás eredetét és a szerzői jogokat jelzi, nem szolgál a cikkben szereplő információk forrásmegjelöléseként.